# Оравський Град

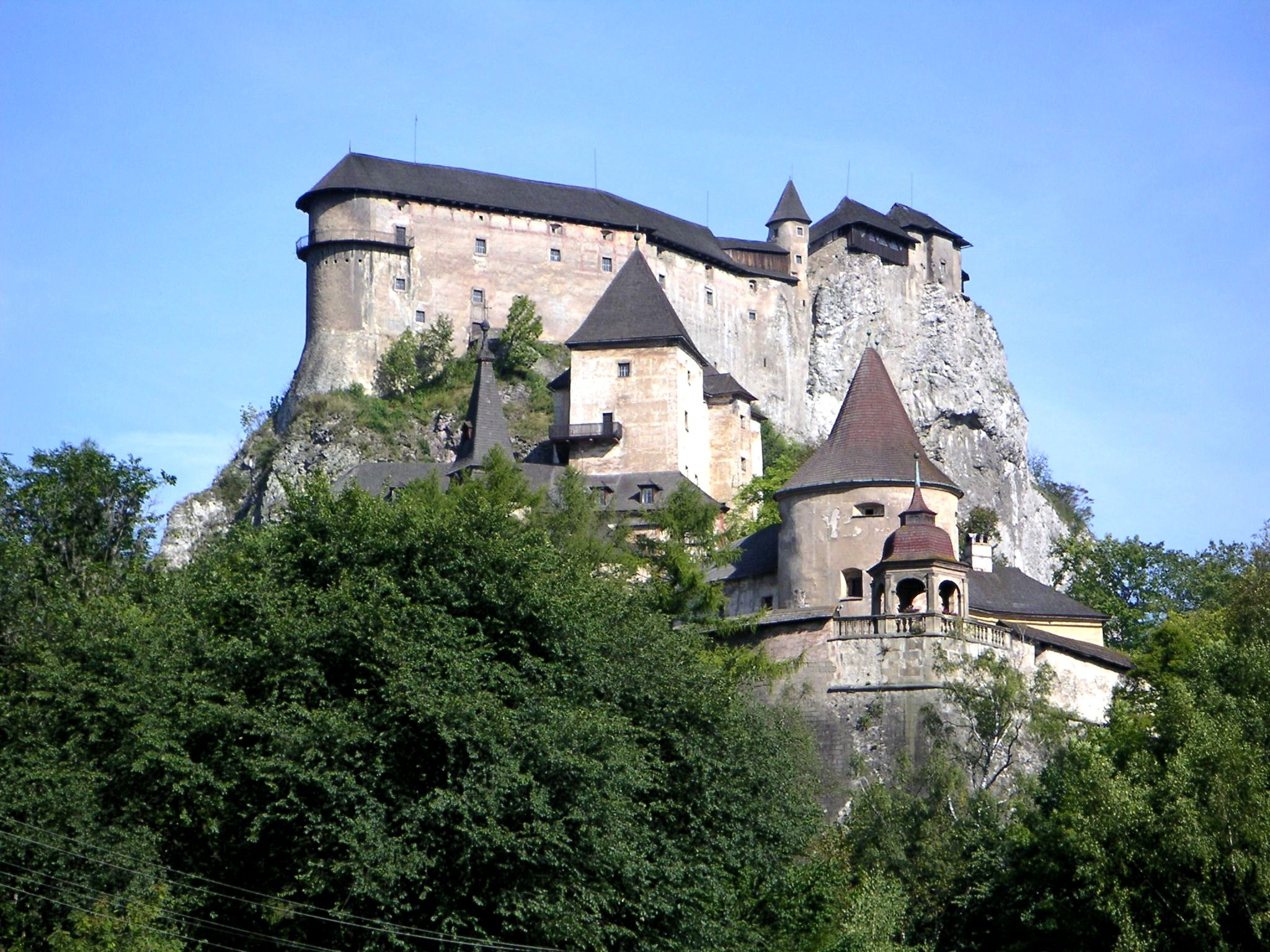
Оравський Град

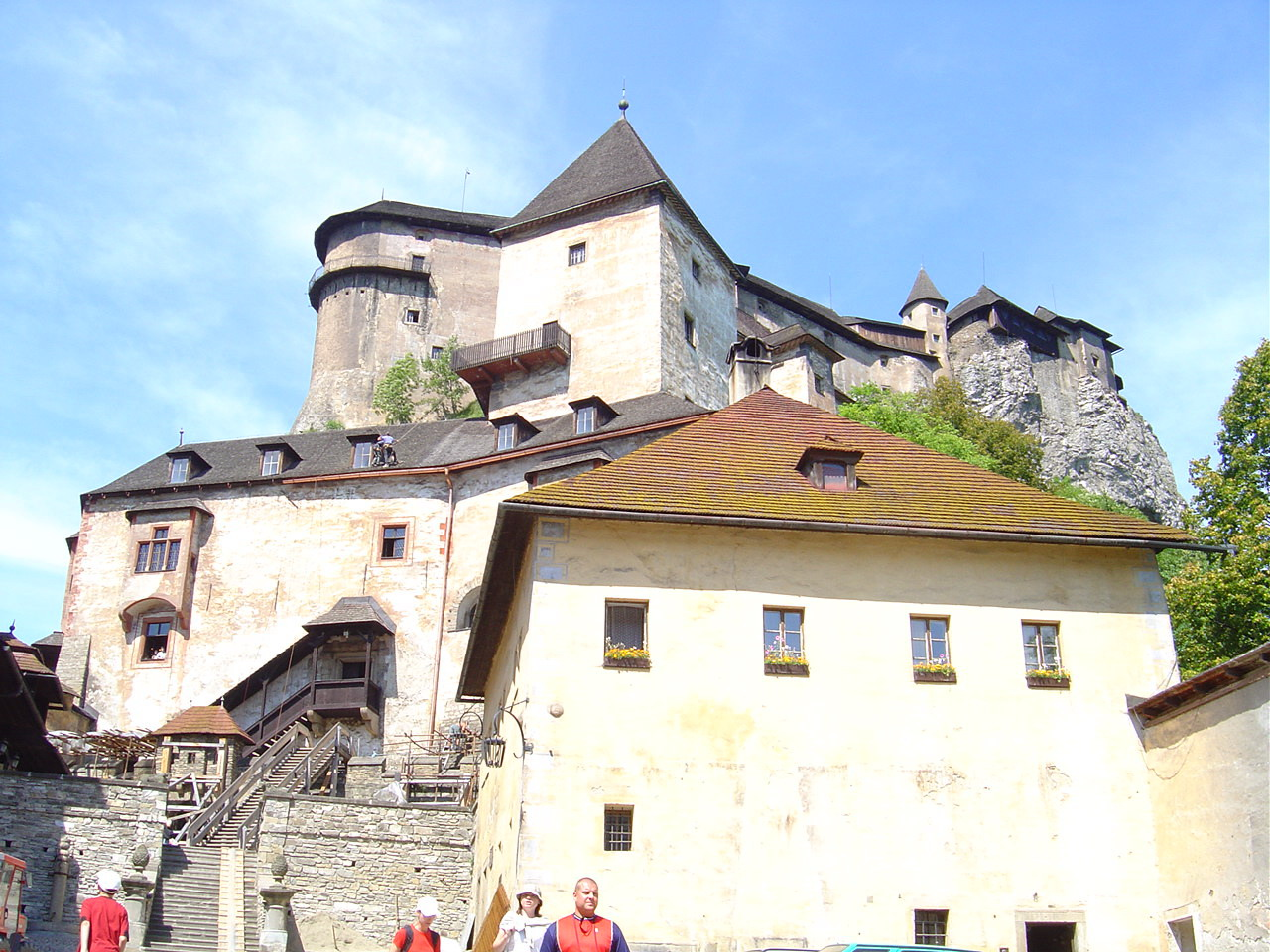
Вхід до замку

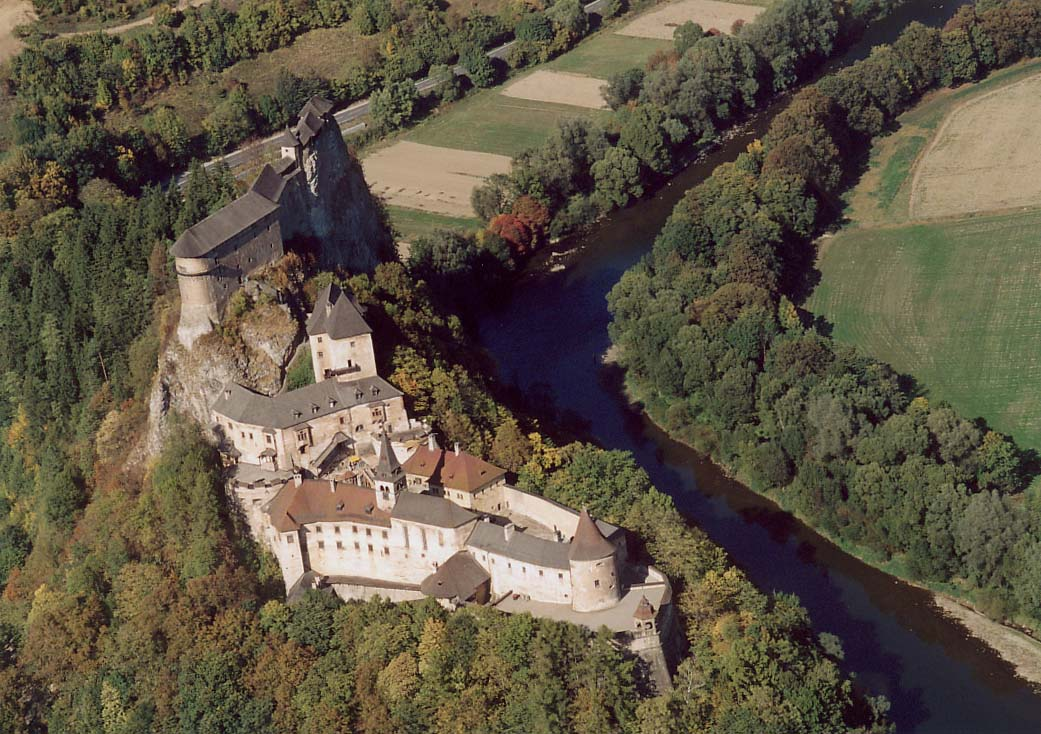
Оравський Град, з літака

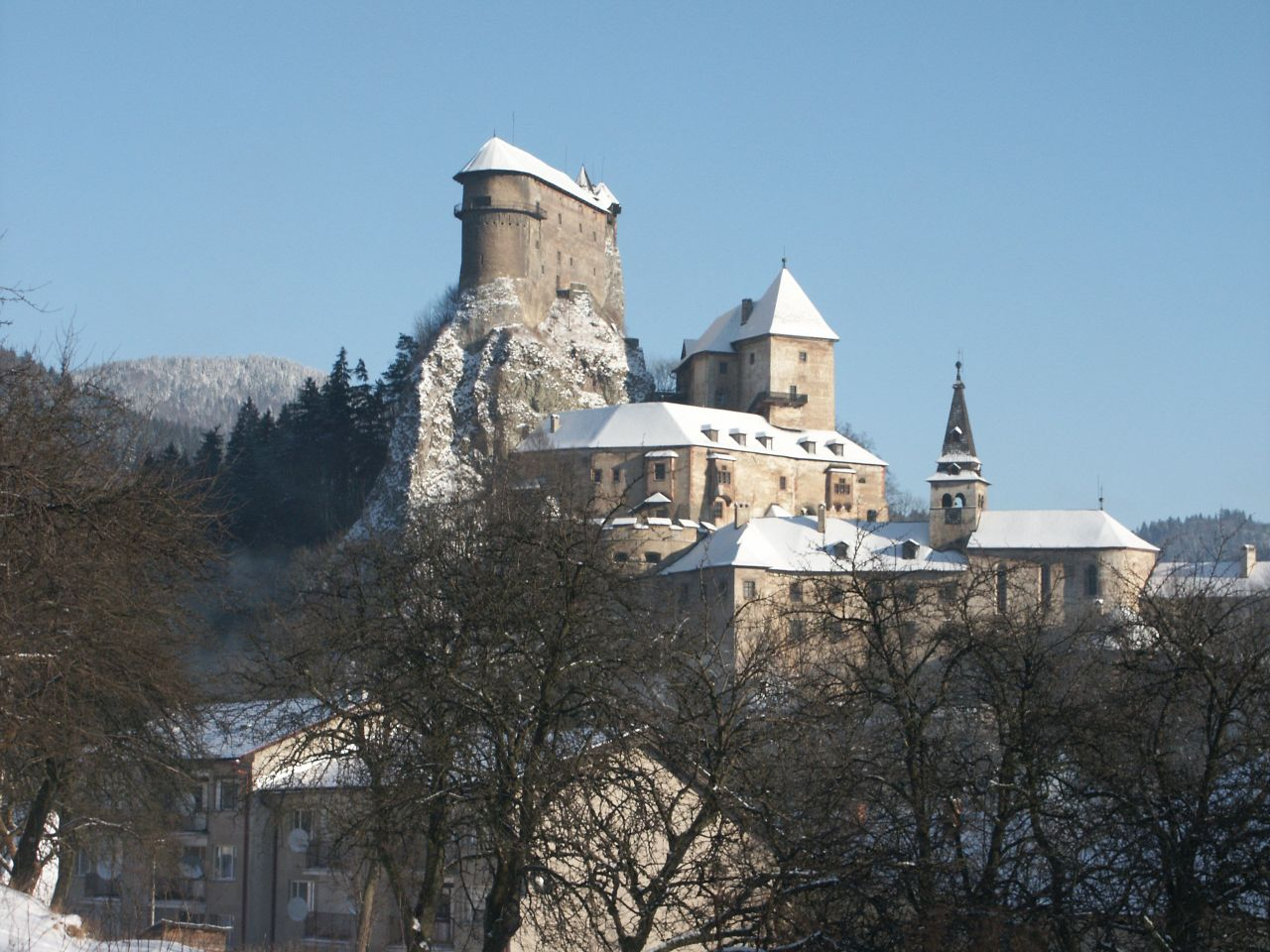
Оравський Град взимку

Оравський Град (словац. Oravský hrad) — один з найгарніших замків Словаччини.

## Місцезнаходження
На скелі над Оравою (112 м) біля села Оравські Підзамок неподалік від Дольного Кубіна.

## Історія

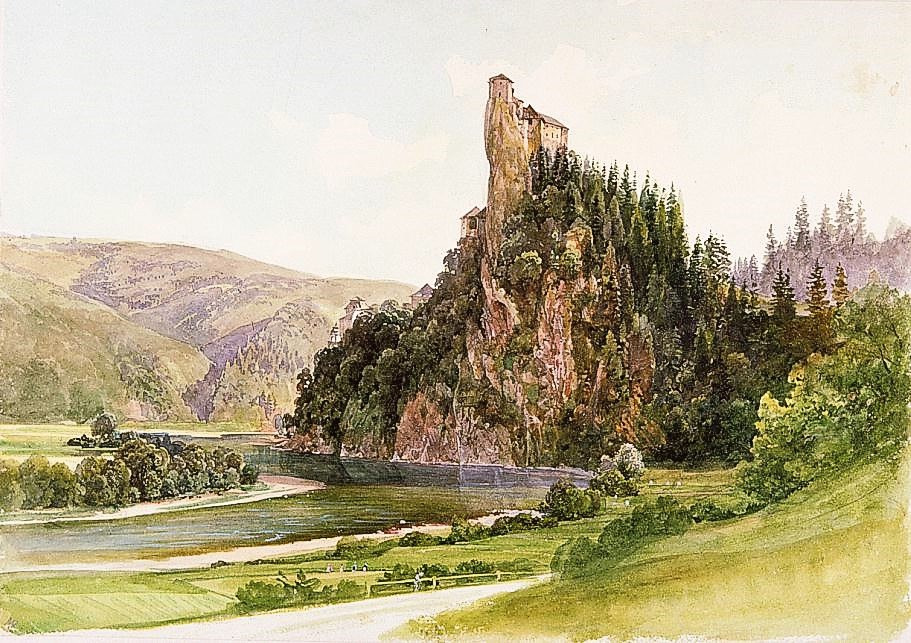
Оравський замок. Томас Ендер, 1860-ті

Оравський Град був побудований в середині XIII століття на місці старого дерев'яного укріплення, але будівництво не припинялося до XVII століття. Вперше згадується в 1267 році. В 1370 р. став жупним замком Орави. В XVI столітті на території Оравського Граду був побудований палац. В 1800 році замок згорів і був відновлений. Повна реконструкція була проведена в 1953—1968 рр. і після неї замок став резиденцією Оравського Музею. Тут було знято багато сцен з першого фільму про Дракулу — «Носферату: Симфонія жаху» (реж.: Фрідріх Вільгельм Мурнау, 1922).

## Музей
Відкрито цілий рік крім січня-березня.